# 41988 Emilyjoseph
41988 Emilyjoseph este o planetă minoră (asteroid) din centura de asteroizi. A fost descoperită pe 27 decembrie 2000 la Observatorul Național Kitt Peak de Spacewatch. 
Obiectul prezintă o orbită caracterizată de o semiaxă mare de 2,8982305038173 UAi, o excentricitate de 0,047658334788596, o înclinație de 2,7661337141371 ° în raport cu ecliptica.